# アンガス・ウォール
アンガス・ウォール（Angus Wall）は、アメリカ合衆国の編集技師、タイトルデザイナー。デヴィッド・フィンチャー監督作品に多く参加し、『ソーシャル・ネットワーク』（2010年）と『ドラゴン・タトゥーの女』（2011年）でアカデミー編集賞を受賞した。

## 人物
1988年にボウディン大学を卒業し、エンターテインメント業界に入り、デヴィッド・フィンチャー監督に接近する。ウォールはフィンチャーが監督したコマーシャルをいくつか編集し、また、『セブン』のタイトルを編集した。『ファイト・クラブ』では「編集コンサルタント」としてクレジットされる。そして『パニック・ルーム』ではジェームズ・ヘイグッドと共同で編集を務める。『ゾディアック』では単独で編集としてクレジットされ、カーク・バクスターが「追加編集」となった。『ベンジャミン・バトン 数奇な人生』、『ソーシャル・ネットワーク』、『ドラゴン・タトゥーの女』ではバクスターと共同で編集としてクレジットされている。

## フィルモグラフィ

### 映画
- ファイト・クラブ Fight Club （1999年） 編集コンサルタント
- Architecture of Reassurance （1999年） 短編、編集
- サンセット・ストリップ Sunset Strip （2000年） 編集
- パニック・ルーム Panic Room （2002年） 編集
- The Hire: Hostage （2002年） 短編、編集
- サムサッカー Thumbsucker （2005年） 編集
- ゾディアック Zodiac （2007年） 編集
- ベンジャミン・バトン 数奇な人生 The Curious Case of Benjamin Button （2008年） 編集
- ソーシャル・ネットワーク The Social Network （2010年） 編集
- ドラゴン・タトゥーの女 The Girl with the Dragon Tattoo （2011年） 編集

### テレビ
- カーニバル Carnivàle （2002年） タイトルデザイナー
- ROME［ローマ］ Rome （2005年） タイトルデザイナー
- ビッグ・ラブ Big Love （2006年） タイトルデザイナー
- ゲーム・オブ・スローンズ Game of Thrones （2011年） タイトルデザイナー

## 受賞・ノミネート
| 賞                         | 年     | 部門                          | 作品名                          | 結果       | 備考                                                                    |
| -------------------------- | ------ | ----------------------------- | ------------------------------- | ---------- | ----------------------------------------------------------------------- |
| アカデミー賞               | 2008年 | 編集賞                        | ベンジャミン・バトン 数奇な人生 | ノミネート | カーク・バクスターと共同                                                |
| アカデミー賞               | 2010年 | 編集賞                        | ソーシャル・ネットワーク        | 受賞       | カーク・バクスターと共同                                                |
| アカデミー賞               | 2011年 | 編集賞                        | ドラゴン・タトゥーの女          | 受賞       | カーク・バクスターと共同                                                |
| アメリカ映画編集者協会賞   | 2008年 | 長編映画編集賞 （ドラマ部門） | ベンジャミン・バトン 数奇な人生 | ノミネート | カーク・バクスターと共同                                                |
| アメリカ映画編集者協会賞   | 2010年 | 長編映画編集賞 （ドラマ部門） | ソーシャル・ネットワーク        | 受賞       | カーク・バクスターと共同                                                |
| アメリカ映画編集者協会賞   | 2011年 | 長編映画編集賞 （ドラマ部門） | ドラゴン・タトゥーの女          | ノミネート | カーク・バクスターと共同                                                |
| 英国アカデミー賞           | 2005年 | タイトル賞                    | ROME［ローマ］                  | ノミネート |                                                                         |
| 英国アカデミー賞           | 2008年 | 編集賞                        | ベンジャミン・バトン 数奇な人生 | ノミネート | カーク・バクスターと共同                                                |
| 英国アカデミー賞           | 2010年 | 編集賞                        | ソーシャル・ネットワーク        | 受賞       | カーク・バクスターと共同                                                |
| エミー賞                   | 2003年 | メイン・タイトル・デザイン賞  | カーニバル                      | 受賞       | パトリック・マーフィ、ヴォネッタ・テイラーと共同                        |
| エミー賞                   | 2005年 | メイン・タイトル・デザイン賞  | ROME［ローマ］                  | ノミネート | カーク・バルデン、ブラッド・ワスケウィッチ、 アンドリュー・ホールと共同 |
| エミー賞                   | 2005年 | メイン・タイトル・デザイン賞  | ビッグ・ラブ                    | ノミネート | モーリス・マーブル、カーク・バクスター、 ラリー・ユーイングと共同       |
| エミー賞                   | 2011年 | メイン・タイトル・デザイン賞  | ゲーム・オブ・スローンズ        | 受賞       | カーク・シンタニ、ロバート・フェング、 ハミード・シャウカットと共同     |
| オンライン映画批評家協会賞 | 2002年 | 編集賞                        | パニック・ルーム                | ノミネート | ジェームズ・ヘイグッドと共同                                            |
| オンライン映画批評家協会賞 | 2007年 | 編集賞                        | ゾディアック                    | ノミネート |                                                                         |
| オンライン映画批評家協会賞 | 2008年 | 編集賞                        | ベンジャミン・バトン 数奇な人生 | ノミネート | カーク・バクスターと共同                                                |
| オンライン映画批評家協会賞 | 2010年 | 編集賞                        | ソーシャル・ネットワーク        | ノミネート | カーク・バクスターと共同                                                |
| サテライト賞               | 2010年 | 編集賞                        | ソーシャル・ネットワーク        | ノミネート | カーク・バクスターと共同                                                |
| 放送映画批評家協会賞       | 2010年 | 編集賞                        | ソーシャル・ネットワーク        | ノミネート | カーク・バクスターと共同                                                |
| 放送映画批評家協会賞       | 2011年 | 編集賞                        | ドラゴン・タトゥーの女          | 受賞       | カーク・バクスターと共同                                                |